# Антонюк Валерій Степанович
Вале́рій Степа́нович Антоню́к (нар. 24 червня 1969, с. Кацмазів, Жмеринський район, Вінницька область) — релігійний та громадський діяч, 3-й голова ВСЦ ЄХБ з 13 червня 2014 року.

## Біографія
Народився 24 червня 1969 року у Вінницькій області, у с. Кацмазів Жмеринського району. Духовне формування проходило у Рахнянській церкві ЄХБ Вінницької області. У 1986-му році прийняв святе по вірі водне хрещення. У 1987 р. здобув середню професійну освіту у Полтаві. Військову службу проходив у 1988-1990 роках у Москві.
У 1995 р. закінчив Ірпінську біблійну семінарію за програмою «Бакалавр пасторського служіння». З 1990 по 1994 рік звершував служіння керівника молоді Полтавської церкви ЄХБ.
У 1994 році був рукопокладений на пасторське служіння у полтавській церкві «Відродження». З квітня 2000 року очолив об'єднання церков ЄХБ Полтавської області. У 2000-2002 роках навчався в Київській богословській семінарії за програмою «Магістр служіння». Із 2005-го року став звершувати пасторське служіння у полтавській церкві «Спасіння».
У 2006 році обраний на посаду виконавчого секретаря ВСЦ ЄХБ з переїздом до Києва. В цьому ж році обраний на пасторське служіння у київській церкві «Преображення».
Рішенням 26-го з'їзду ВСЦ ЄХБ (28 травня 2010 року) Валерій Степанович Антонюк обраний першим заступником голови ВСЦ ЄХБ, а наступного, 27-го з'їзду (13 червня 2014 року) — головою ВСЦ ЄХБ.

## Особисте життя
Має дружину Анну та виховує двох дітей — Катерину і Даниїла.